# Exzessives Schreien im Säuglingsalter

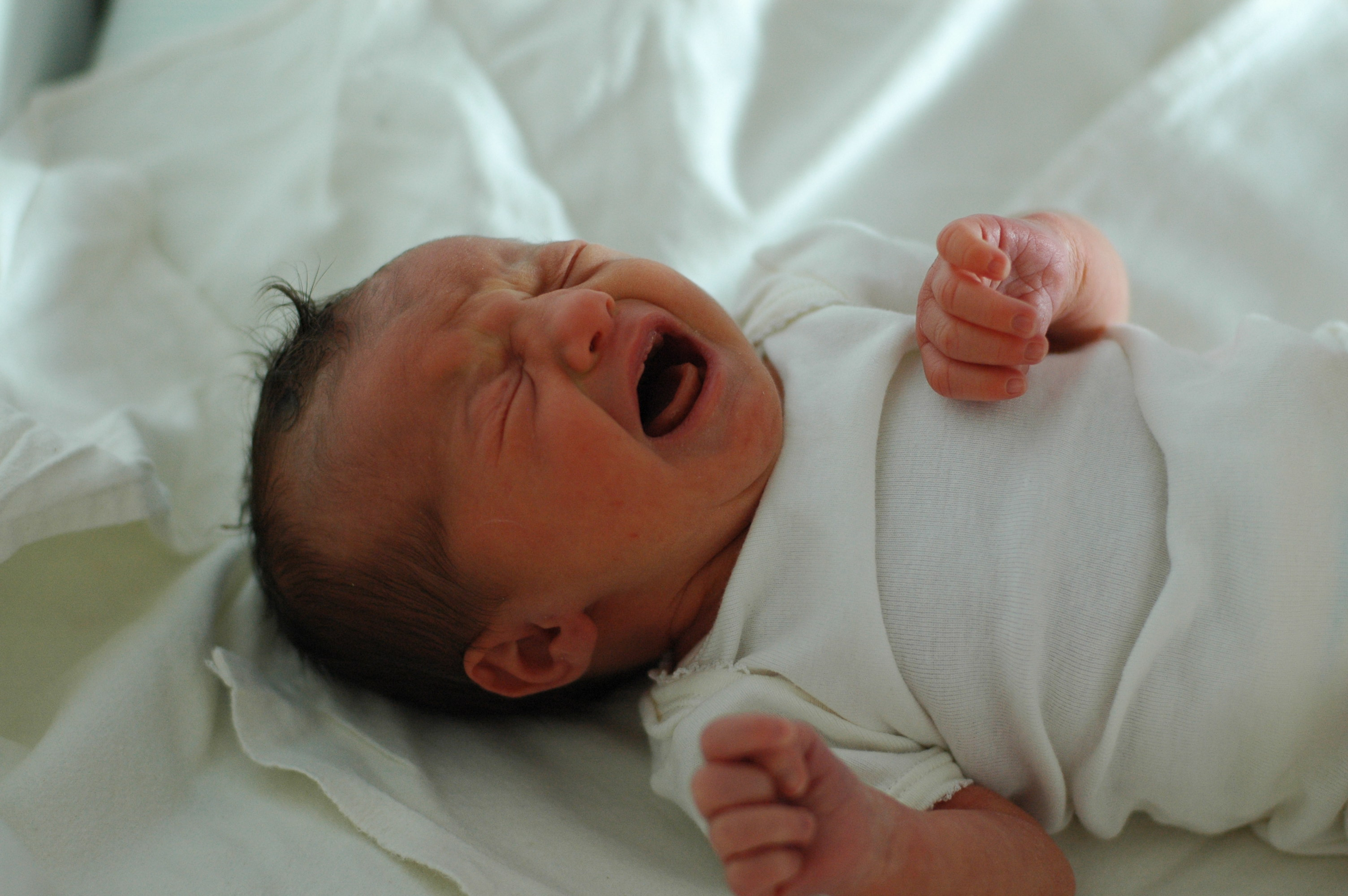
Schreiendes Baby

Als exzessives Schreien im Säuglingsalter wird das Verhalten eines Säuglings bezeichnet, der an unstillbaren, dauerhaften Schrei- und Unruheattacken leidet. Das Leiden beginnen in der Regel um die zweite Lebenswoche und bilden sich in der überwiegenden Mehrzahl der Fälle nach drei bis vier Monaten zurück. Aufgrund des zeitlichen Auftretens und weil Bauchschmerzen durch Blähungen oder Darmkoliken häufig vorkommen, wird das Leiden auch als Dreimonatskolik bezeichnet. Die betroffenen Säuglinge werden auch Schreibabys genannt.

## Definition und Klassifikation
Schreien ist Teil des normalen Verhaltensrepertoires eines Säuglings. Durch Schreien signalisiert der Säugling zum Beispiel, dass er Hunger oder Schmerzen hat, ihm unwohl ist oder dass er Zuwendung braucht.  Nach der gebräuchlichsten Definition liegt exzessives Schreien vor, wenn die von Morris Wessel 1954 formulierte sogenannte „Dreierregel“ erfüllt ist. Diese besagt, dass die Schreiepisoden über einen Zeitraum von mindestens drei Wochen an mindestens drei Tagen pro Woche mehr als drei Stunden pro Tag auftreten. Neben der Dreierregel wird insbesondere die Unstillbarkeit der Schreiattacken als charakteristisches Merkmal betont. Die subjektiv erlebte Belastung der Säuglinge und Eltern spielt für die Beurteilung der Schwere der Beeinträchtigung („Krankheitswert“) eine wichtige Rolle. Unter anderem hiervon wird das Ausmaß der therapeutischen Bemühungen abhängig gemacht.
1954 zeigte sich in einer der frühesten Studien, die sich mit exzessivem Schreien befassten, dass die Schreiepisoden bis zum Alter von drei Monaten nachließen, deshalb wurde der Name Dreimonatskolik gebräuchlich. Weitere Bezeichnungen sind Säuglingskolik, Trimenonkolik, Schreibaby oder auch Schreikind.
In international verwendeten Klassifikationssystemen für Krankheiten wie der ICD-10 ist exzessives Schreien nicht als eigenständige Störung eingeordnet, aber wird unter dem Kapitel „Symptome“ aufgeführt. Auch das Klassifikationssystem Zero to Three (DC: 0–3R 2005), das speziell Störungen bei Säuglingen und jungen Kleinkindern erfasst, definiert exzessives Schreien nicht mehr als Krankheit, da die Forschungslage dies nicht rechtfertigt. Exzessives Schreien kann beispielsweise ein Symptom der Regulationsstörungen im Säuglingsalter sein. Am ehesten ist die Einordnung als Anpassungsstörung (F43.2) im ICD-10 möglich.

## Häufigkeit, Verlauf und Symptomatik
Exzessives Schreien im Säuglingsalter ist häufig. Studien zeigen, dass zwischen 8 und 29 % aller gesunden Säuglinge von exzessivem Schreien betroffen sind. Die unterschiedliche Definition von exzessivem Schreien in den verschiedenen Studien erklärt die breite Streuung der Häufigkeit.
Die anfallsartigen, unstillbaren Schrei- und Unruheepisoden beginnen meist um die zweite Lebenswoche und nehmen etwa bis zur sechsten Lebenswoche an Intensität und Häufigkeit zu. In der Regel bildet sich die Symptomatik danach bis zum Ende des dritten Lebensmonats weitgehend zurück. Bei etwa 4 % aller Schreibabys bleibt sie bis zum sechsten Monat bestehen, in seltenen Fällen auch länger.
Das Schreien tritt gehäuft in den Abendstunden auf; häufig ist bei kurzen Tagschlafphasen (die meist weniger als 30 Minuten dauern) eine gegen die Abendstunden zunehmende Übermüdung und Überreizung des Säuglings zu beobachten. Weitere Symptome, die zusätzlich auftreten können, sind ein geblähter Bauch, eine rötliche Verfärbung der Haut und eine Erhöhung der Muskulaturspannung. Typischerweise läuft dabei das Gesicht des Säuglings rot an, der Rumpf wird nach hinten überstreckt und Arme und Beine mit erhöhter Muskelspannung angewinkelt. Beruhigungshilfen wie das Abdunkeln des Zimmers, Schnuller und Spieluhren zeigen keine Wirkung.
Nach Mechthild Papoušek kann Exzessives Schreien im Säuglingsalter auch mit einer Überforderung der Mutter oder beider Eltern einhergehen. Das auffällige Verhalten des Kindes kann die soziale Interaktion der Eltern mit dem Kind beeinflussen.

## Diagnose und Ursache
Wichtig ist ein ausführliches Patientengespräch, das die körperliche, psychische und soziale Vorgeschichte und Situation des Säuglings und seiner Eltern beleuchten soll. Hier können Informationen bezüglich der Mutter-Kind-Interaktion, der familiären Situation sowie bezüglich des Vorliegens spezifischer Ressourcen und Belastungs- und Risikofaktoren erhoben werden.
Bevor die Diagnose „exzessives Schreien im Säuglingsalter“ gestellt werden kann, müssen verschiedene körperliche Störungen und Erkrankungen, die ebenfalls das Symptom Schreien verursachen können, ausgeschlossen werden. Es handelt sich also um eine Ausschlussdiagnose.
Krankheiten, die als Ursache anhaltenden Schreiens in Frage kommen, sind beispielsweise Verstopfung, Infektionen der Atemwege, Mittelohrentzündungen, Infektionen der Harnwege, Refluxkrankheit, Darmentzündung, Einstülpung des Darms, Kuhmilchproteinintoleranz, Knochenbrüche, neurologische Störungen oder verschiedene genetische Syndrome können dazu führen, dass der Säugling unentwegt schreit. Insgesamt können die genannten Krankheiten bei 5–10 % der Säuglinge diagnostiziert werden, die mit dem Symptom exzessiven Schreiens auffallen.
Verhaltensprotokolle sind Schrei- und Schlaftagebuch sowie Fütter- und Ernährungsprotokolle und dienen der Diagnose. Sie geben Aufschluss über die Schlafphasen und die Regelmäßigkeit des Tagesablaufes. Eine Verhaltensbeobachtung in unterschiedlichen Kontexten (Füttersituation, Spiel, Beruhigungssituation, Trennungssituation und Wiedersehen) kann zur Diagnostik beitragen.
Die Ursache exzessiven Schreiens ist unbekannt. Viele Autoren betonen die Bedeutung des Zusammenspiels mehrerer Faktoren. Zudem wird darauf hingewiesen, dass sich einzelne Faktoren wechselseitig verstärken können.

### Normales und exzessives Schreiverhalten
Alle Säuglinge schreien in den ersten Lebensmonaten. Eine Gesamtdauer von bis zu 60 Minuten am Tag gilt als normal. In den ersten drei Lebensmonaten schreien Säuglinge durchschnittlich etwa 7–29 Minuten innerhalb von 24 Stunden. Diese Zahl nimmt mit zunehmendem Lebensalter ab, wie der Bindungsforscher Martin Dornes, Autor des Buches Der kompetente Säugling im Rahmen seiner umfangreichen Säuglings- und Kleinkindforschungen mitteilte.
Während die Häufigkeit von Schreiattacken bei Säuglingen mit normalem Schreiverhalten und solchen mit exzessivem Schreiverhalten gleich ist, sind die Schreiepisoden der letzteren länger. Sie lassen sich zudem weniger gut durch elterliches Beruhigungsverhalten wie das Tragen am Körper beruhigen. Einigen Autoren zufolge könnte exzessives Schreien eine Extremvariante normalen Schreiverhaltens sein. Gleichzeitig wird vorgeschlagen, exzessives Schreien unabhängig von der Frage der Normalität als ein Symptom aufzufassen, welches die Interaktion von Säugling und Bezugspersonen in jedem Falle beeinflusst.

### Psychische und soziale Faktoren
Die Eltern-Kind-Beziehung ist geprägt durch eine komplexe nonverbale Kommunikation, die sich auf Mimik, Laute und Berührungen stützt. Der Säugling kommuniziert schon sehr früh mit seiner Umgebung und teilt seine grundlegenden Bedürfnisse mit. Die Bezugspersonen reagieren zumeist instinktiv auf diese Äußerungen. Dabei stimmen sie ihre Antworten auf die Befindlichkeit des Kindes ab. Hierbei unterstützen sie den Säugling dabei, seine selbstregulatorischen Fähigkeiten zu entwickeln und auf den Entwicklungsstand bezogene Einschränkungen dieser Fähigkeit auszugleichen. Mechthild Papoušek bezeichnet in diesem Zusammenhang das Verhalten der Eltern als intuitive Elternschaft. Gelingt diese präverbale Kommunikation, fühlen sich die Eltern in ihrem Tun bestärkt und sicher. Wenn Eltern nicht in der Lage sind, ihr Kind zu beruhigen, kann dies unbegründete Schuldgefühle auslösen.

### Organische Faktoren
In den ersten sechs Lebensmonaten verdoppeln Säuglinge ihr Körpergewicht. Diese Phase intensiven Wachstums ist von einer starken Aktivität des kindlichen Darms geprägt und setzt dessen optimales Funktionieren voraus. Eine gestörte Anpassung der Funktion des kindlichen Magen-Darm-Traktes könnte auf zwei unterschiedliche Weisen zu krampfartigen Schmerzen führen: zum einen könnten verstärkte Bewegungen des kindlichen Darms (Peristaltik) direkt Krämpfe verursachen; zum anderen könnten zu langsame Darmbewegungen eine schmerzhafte Auftreibung des Darms durch Gase (Blähungen) bewirken. Daneben wird als weitere Ursache das Ess- und Trinkverhalten des Säuglings diskutiert: so könnten eine zu hohe Trinkgeschwindigkeit, zu große Nahrungsmengen und das Schlucken von Luft während des Essens (Aerophagie), die Ansammlung von Gasen im Darm begünstigen. 
Die These, dass Koliken die Ursache für die Schreistörung sind, unterstützt auch eine neue Studie, welche die Darmflora von Säuglingen untersucht hat. Die Säuglinge, die durch vermehrtes Schreien auffällig wurden, hatten auch vermehrt Proteobacteria im Stuhl. Zu diesen gehören auch Gasbildner, welche schmerzhafte Blähungen auslösen könnten. Eine Studie wies auf Vitamin-B12-Mangel während der Schwangerschaft als einen möglichen Risikofaktor.
Als weitere begünstigende Ursachen werden genetische und aufgrund pränataler Belastung erworbene konstitutionelle Faktoren diskutiert. Einige Autoren sprechen von Auffälligkeiten in der neuromotorischen Entwicklung, die auf eine Unreife der Organisation des Gehirns schließen lässt.

## Therapie und Prognose
Die therapeutischen Maßnahmen in den Praxen der Kinder- und Jugendärzte, in denen aufgrund der Vorsorgeuntersuchungen eine niedrigschwellige und zeitnahe Behandlung möglich ist, in den Schreiambulanzen – wie beispielsweise im Familienzentrum an der Fachhochschule Potsdam – und in den Familientageskliniken zielen neben der Behandlung des exzessiven Schreiens selbst auf die Entlastung der Eltern und die Unterstützung einer für Eltern und Kind tragfähigen Beziehung. Aufklärung, Hinweise auf hilfreiche Verhaltensmaßnahmen und Psycho- und Familientherapie stehen im Vordergrund der therapeutischen Maßnahmen. Die Art und Intensität der jeweiligen Behandlungsmaßnahmen ist dabei vom individuellen Fall abhängig und soll die in der Diagnostik erfassten Belastungsfaktoren und Ressourcen der Familie berücksichtigen. Eine medikamentöse Therapie wird nicht empfohlen. Bei der überwiegenden Mehrzahl der Säuglinge bildet sich das Störungsbild nach drei bis sechs Monaten zurück.
Frühe Interventionen, die darauf abzielen, die Eltern-Kind-Kommunikation zu verbessern und die Eltern in die Lage zu versetzen, ihr Kind besser zu beruhigen, können den Familien helfen.
Die Eltern-Kind-Beratung und Eltern-Kind-Psychotherapie sind wirksame Mittel zur Behandlung. Bei der Beratung gilt die hauptsächliche Aufmerksamkeit der Eltern-Kind-Interaktion, also dem sozialen Wechselspiel zwischen dem Kind und seinen Eltern. In den meisten Fällen wird eine Eltern-Kind-Beratung mit einer bis fünf Beratungssitzungen als ausreichend angesehen. Dabei werden die Eltern hinsichtlich des Entwicklungsstandes des Kindes beraten und ihnen Alternativen in der Interpretation kindlicher Signale geboten. Dies soll die intuitiven Fähigkeiten der Eltern stärken. Eine angemessene Beratung kann daneben in der Aufarbeitung eventuell bestehender elterlicher Schuldgefühle helfen. Auch die Hebamme kann in der Wochenbettbetreuung um Rat gefragt werden.
Daneben hat sich die Reduktion von Reizen als wirksam erwiesen. Hilfreich ist es auch, kindliche Übermüdung zu vermeiden und den Tagesablauf für das Kind vorhersehbar zu strukturieren, mit regelmäßigen Schlafphasen am Tag und gemeinsamen Spielen und Dialogen in den Wachphasen. Wichtig sind außerdem kurze Auszeiten (Time-out-Phasen) für die primäre Bezugsperson bei starker Überlastung. In kritischen Phasen mit großer Anspannung, Erschöpfung oder aufsteigender Wut wird den Eltern empfohlen, das Kind zunächst an einem sicheren Ort abzulegen, selbst im Nebenraum zur Ruhe zu kommen und erst anschließend das Kind zu beruhigen.
Eine Psychotherapie kann hilfreich sein, wenn deutliche Belastungen und Störungen der Eltern-Kind-Beziehungen feststellbar sind. Diese Form der Intervention beansprucht in den meisten Fällen bis zu zehn Sitzungen. Die Psychotherapie oder Beratung kann durch Videoaufnahmen, die in bestimmten Spielszenen von Eltern und Kindern gemacht werden, unterstützt werden. Diese dienen im Nachhinein als Grundlage für die Beratung hinsichtlich der Interaktion und ermöglichen den Eltern sehr anschaulich ein Verständnis für die gegenseitigen Reaktionen zwischen ihnen und ihrem Kind.
Bei Säuglingen, die aufgrund frühkindlicher Hirnschädigungen an exzessivem Schreien litten, ließ sich durch Pucken im Vergleich zur Massage die Schreidauer deutlich verringern. Pucken in Verbindung mit einer Tagesstrukturierung reduzierte ebenfalls die Schreiphasen. Hier zeigte sich, dass bis zur achten Lebenswoche das Pucken eine zusätzliche Verminderung der Schreiphasen bewirkte, über dieses Alter hinaus jedoch nicht. In einer weiteren Studie an gesunden, 6–16 Wochen alten Säuglingen zeigte sich, dass Pucken die Dauer tiefer Schlafphasen verlängerte und die Häufigkeit spontanen Aufwachens verringerte. Als mögliche unerwünschte Wirkung des Puckens wird die Entwicklung einer Fehlbildung des Hüftgelenks durch ein zu enges Umwickeln der Beine des Säuglings genannt.
In den letzten Jahren werden auch alternativmedizinische Verfahren wie die Chiropraktik, die Cranio-Sacral-Therapie oder Osteopathie als Behandlung diskutiert. Jedoch ist deren Nutzen fraglich.

## Weiterführende Literatur
- Mechthild Papoušek, Michael Schieche, Harald Wurmser (Hrsg.): Regulationsstörungen der frühen Kindheit. 3. Auflage. Huber, Bern 2007, ISBN 978-3-456-84036-9.
- Christiane Ludwig-Körner: Eltern-Säuglings-Kleinkind-Psychotherapie. Vandenhoeck & Ruprecht, Göttingen 2016, ISBN 978-3-525-40560-4.